# Camillo Laurenti
Pour les articles homonymes, voir Laurenti.
Camillo Laurenti, né le 20 novembre 1861 à Monte Porzio Catone dans le Latium et mort le 6 septembre 1938 à Rome, est un cardinal italien.

## Biographie
Camillo Laurenti étudie à Rome. Après son ordination il exerce plusieurs fonctions au sein de la Curie romaine, notamment comme secrétaire de la Congrégation pour la Propaganda Fide et comme conseiller de la Congrégation pour l'Inquisition.
Le pape Benoît XV le crée cardinal lors du consistoire du 13 juin 1921. Le cardinal Laurenti est préfet de la Congrégation pour les Religieux (1922-1928) et pro-préfet et préfet (1929-1938) de la Congrégation des rites. Laurenti participe au conclave de 1922, lors duquel Pie XI est élu et meurt le 6 septembre 1938 à l'âge de 76 ans.